# Білопільська волость (Сумський повіт)
Білопільська волость — адміністративно-територіальна одиниця Сумського повіту Харківської губернії.
На 1862 рік до складу волості входили:
- слобода Білопілля
- хутір Пономаренків
- хутір Філоненків
- хутір Даценків

Найбільше поселення волості станом на 1914 рік:
- село Вороб'ївка — 1182 мешканці.

Старшиною волості був Садовой Артем Григорович, волосним писарем — Котенко Яків Гурович, головою волосного суду — Чухлеб Андрій Спиридонович.